# Schlössle
Le schlössle est un monument historique situé à Katzenthal, dans le département français du Haut-Rhin.

## Localisation
Ce bâtiment est situé au 19, Grand'Rue et au 92, rue des Trois-Épis à Katzenthal.

## Historique
L'édifice fait l'objet d'une inscription au titre des monuments historiques depuis 1990.